# Karmin Covers Volume 1
Karmin Covers Volume 1 è un album di cover dei Karmin, pubblicato il 24 maggio 2011.

## Tracce
1. 6 Foot 7 Foot – 3:28 – originariamente di Lil Wayne
2. Born This Way – 3:40 – originariamente di Lady Gaga
3. Circle the Drain – 3:30 – originariamente di Katy Perry
4. DJ Got Us Fallin' in Love – 3:20 – originariamente di Usher
5. Firework – 3:40 – originariamente di Katy Perry
6. Forget You – 3:27 – originariamente di Cee Lo Green
7. Grenade – 3:13 – originariamente di Bruno Mars
8. Hold It Against Me – 3:01 – originariamente di Britney Spears
9. I Need a Doctor – 3:19 – originariamente Eminem, Dr. Dre feat. Skylar Grey
10. Jar of Hearts – 3:30 – originariamente di Christina Perri
11. Just a Kiss – 3:21 – originariamente dei Lady Antebellum
12. King of Anything – 3:02 – originariamente di Sara Bareilles
13. King of Wishful Thinking – 2:37 – originariamente dei Go West
14. Less Than Perfect – 3:39
15. Look at Me Now – 3:30 – originariamente di Chris Brown
16. Mine – 2:45 – originariamente di Taylor Swift
17. Misery – 3:27 – originariamente dei Maroon 5
18. Only Girl (in the World) – 3:10 – originariamente di Rihanna
19. Price Tag – 2:57 – originariamente di Jessie J
20. Set Fire to the Rain – 2:57 – originariamente di Adele
21. Stuck Like Glue – 3:04 – originariamente dei Sugarland
22. Teenage Dream – 2:57 – originariamente di Katy Perry
23. Tonight (I'm Lovin' You) (versione censurata di Tonight (I'm Fuckin' You)) – 3:07 – originariamente di Enrique Iglesias
24. What's My Name? – 3:15 – originariamente di Rihanna
25. Whip My Hair – 2:59 – originariamente di Willow Smith
26. Written In The Stars – 3:28 – originariamente di Tinie Tempah
27. Your Love – 3:07 – originariamente di Nicki Minaj